# Siva
"Siva" é uma canção escrita por Billy Corgan, gravada pela banda The Smashing Pumpkins.
É o terceiro single do álbum de estreia lançado a 28 de Maio de 1991 Gish.